# Kazuń Polski (gromada)
Kazuń Polski – dawna gromada, czyli najmniejsza jednostka podziału terytorialnego Polskiej Rzeczypospolitej Ludowej w latach 1954–1972.
Gromady, z gromadzkimi radami narodowymi (GRN) jako organami władzy najniższego stopnia na wsi, funkcjonowały od reformy reorganizującej administrację wiejską przeprowadzonej jesienią 1954 do momentu ich zniesienia z dniem 1 stycznia 1973, tym samym wypierając organizację gminną w latach 1954–1972.
Gromadę Kazuń Polski z siedzibą GRN w Kazuniu Polskim utworzono – jako jedną z 8759 gromad na obszarze Polski – w powiecie nowodworskim w woj. warszawskim, na mocy uchwały nr VI/10/9/54 WRN w Warszawie z dnia 5 października 1954. W skład jednostki weszły obszary dotychczasowych gromad Kazuń Polski, Kazuń Nowy, Cybulice Małe, Cybulice, Czeczotki, Sady i Syndykowszczyzna ze zniesionej gminy Kazuń w tymże powiecie. Dla gromady ustalono 15 członków gromadzkiej rady narodowej.
Gromadę zniesiono 1 stycznia 1969, a jej obszar włączono do gromad Sowia Wola (wsie Cybulice A, Cybulice Małe i Czeczotki) i Czosnów (wsie Kazuń-Bielany, Kazuń Nowy, Kazuń Polski i Sady) w tymże powiecie.